# Carson (Kalifornia)
Carson város az USA Kalifornia államában, Los Angeles megyében. Lakosainak száma 95 558 fő (2020. április 1.).

## Népesség
A település népességének változása:
| Lakosok száma | 38 059 | 91 714 | 95 558 |
|               | 1960   | 2010   | 2020   |